# Поздняков, Николай Иванович
Николай Иванович Поздняков (23 ноября 1927, Куйбышев — 23 декабря 2004) — советский футболист, полузащитник. Мастер спорта СССР (1951), заслуженный тренер РСФСР.

## Биография
В 1941 году в возрасте 14 лет начал работать слесарем-лекальщиком на заводе имени Масленникова. После войны начал играть за команду авиационного завода игравшую во второй группе чемпионата. В 1947—1948 годах команда выступала под именем «Трактор». Осенью 1948 года принял приглашение тренера Александра Абрамова и перешёл в куйбышевские «Крылья Советов». В 1949 году провел свой первый матч за «Крылья». С 1950 года играл за основной состав. В 1951 году команда заняла 4 место а Поздняков с рядом других игроков получил звание мастера спорта, он и вратарь Владимир Корнилов сыграли в этом году все 28 матчей чемпионата.
В 1956 году принимал участие в Спартакиаде народов СССР в составе сборной РСФСР.
В 1958—1960 учился в Московской школе тренеров и одновременно играл за калининградскую «Балтику» в классе «Б», был её капитаном. В 1961 году стал работать помощником Виктора Карпова в «Крыльях Советов», при них команда стала чемпионом РСФСР в 1961 и финалистом Кубка СССР 1964
Позже работал в спортивной школе при команде мастеров, в футбольной детско-юношеской школе с Владимиром Замятиным и ДЮСШ № 11

## Достижения
- 1964 — заслуженный тренер РСФСР

## Клубная статистика
| Выступление        | Выступление      | Выступление      | Лига | Лига | Кубок | Кубок | Итого | Итого |
| Клуб               | Лига             | Сезон            | Игры | Голы | Игры  | Голы  | Игры  | Голы  |
| ------------------ | ---------------- | ---------------- | ---- | ---- | ----- | ----- | ----- | ----- |
| Трактор (Куйбышев) | D3               | 1947             | 0    | 0    | 0     | 0     | 0     | 0     |
| Трактор (Куйбышев) | Итого            | Итого            | 0    | 0    | 0     | 0     | 0     | 0     |
| Крылья Советов     | D1               | 1949             | 1    | 0    | —     | —     | 1     | 0     |
| Крылья Советов     | D1               | 1950             | 30   | 1    | 7     | 0     | 37    | 1     |
| Крылья Советов     | D1               | 1951             | 28   | 1    | 4     | 0     | 32    | 1     |
| Крылья Советов     | D1               | 1952             | 11   | 0    | 1     | 0     | 12    | 0     |
| Крылья Советов     | D1               | 1953             | 9    | 0    | —     | —     | 9     | 0     |
| Крылья Советов     | D1               | 1954             | 13   | 0    | 1     | 0     | 14    | 0     |
| Крылья Советов     | D1               | 1955             | 11   | 0    | 1     | 0     | 12    | 0     |
| Крылья Советов     | D2               | 1956             | 34   | 4    | —     | —     | 34    | 4     |
| Крылья Советов     | D1               | 1957             | 1    | 0    | —     | —     | 1     | 0     |
| Крылья Советов     | Итого            | Итого            | 138  | 6    | 14    | 0     | 152   | 6     |
| Балтика            | D2               | 1958             | 26   | 1    | 1     | 0     | 27    | 1     |
| Балтика            | D2               | 1959             | 28   | 1    | 1     | 0     | 29    | 1     |
| Балтика            | D2               | 1960             | 30   | 1    | —     | —     | 30    | 1     |
| Балтика            | Итого            | Итого            | 84   | 3    | 2     | 0     | 86    | 3     |
| Всего за карьеру   | Всего за карьеру | Всего за карьеру | 222  | 9    | 16    | 0     | 238   | 9     |